# Kékem
Kékem – miasto w Kamerunie, w Regionie Zachodnim. Liczy około 23,9 tys. mieszkańców.